# بولشوی دوم
بولشوی دوم (روسی: Большой Дом, به معنی خانهٔ بزرگ) یک ادارهٔ واقع در شمارهٔ ۴ بلوار لیتینی در سنت پترزبورگ روسیه است. این ساختمان ستاد شعبه‌های محلی سنت پترزبورگ و استان لنینگراد از سرویس امنیت فدرال روسیه (FSB) و ادارهٔ کل وزارت امور داخلی است.
این ساختمان در منطقهٔ مرکزی سنت پترزبورگ در ابتدای بلوار لیتینی واقع شده، با فاصلهٔ یک بلوک از رود نوا، در محل یک ساختمان قدیمی زره‌پوش که در سال ۱۹۱۷ و در دورهٔ امپراتوری روسیه سوخته بود، واقع شده است. این ساختمان به‌طور اصلی در سال‌های ۱۹۳۱–۳۲ برای ادارهٔ کل سیاسی دولتی (OGPU)، پلیس مخفی اتحاد جماهیر شوروی در آن زمان ساخته شده بود. این ساختمان توسط معماران شوروی نوئی تروتسکی، الکساندر گگلو و آندری اول در اواخر سبک ساخت‌گرایی طراحی شده است. ساختمان بولشوی دوم بخشی از یک مجموعهٔ بزرگتر است که شامل زندان در خیابان شپالرنایا نیز می‌شود، و هر دو به عنوان زندان در دوران پاکسازی بزرگ در دورهٔ ژوزف استالین شناخته شدند. در ژوئیهٔ ۱۹۳۴، این ساختمان به ستاد محلی کمیساریای خلق در امور داخلی (NKVD) تبدیل شد، زمانی که ادارهٔ کل سیاسی دولتی به عنوان ادارهٔ کل امنیت دولتی (GUGB) کمیساریای خلق در امور داخلی دوباره تأسیس شد. بولشوی دوم به تدریج به ستاد محلی کمیتهٔ امنیت دولتی (KGB) تبدیل شد، زمانی که کمیساریای خلق در امور داخلی را جایگزین کرد، و تا فروپاشی اتحاد جماهیر شوروی در سال ۱۹۹۱ تحت استفادهٔ کاگ‌ب باقی ماند.
بولشوی دوم به دلیل ارتباطش با پلیس مخفی به موضوع افسانه‌های متعدد در فرهنگ شوروی و روسیه تبدیل شد، از جمله اینکه تمام ساختمان‌های سرویس امنیت فدرال روسیه به نام بولشوی دوم شناخته می‌شوند. نظریهٔ توطئهٔ رایج دربارهٔ این ساختمان این است که شامل مقدار زیادی از طبقات زیرزمینی مخفی است، که باعث شوخی‌هایی دربارهٔ اینکه بولشوی دوم بلندترین ساختمان در سنت پترزبورگ است، می‌شود. همچنین افسانه‌ای وجود دارد که این ساختمان در دوران محاصرهٔ لنینگراد در جنگ جهانی دوم به دلیل اینکه آلمان نازی از وجود اسیرهای آلمانی در طبقهٔ بالایی مطلع بود، بمباران نشد.